# Mangskogs kyrka
Mangskogs kyrka är församlingskyrka för Brunskog-Mangskogs församling som ingår i Karlstads stift. Kyrkan ligger i Mangskog i Arvika kommun.

## Kyrkobyggnaden
Nuvarande kyrka hade en föregångare som låg 1,5 kilometer söderut. Byggnaden var uppförd i trä, stod klar år 1707 och invigdes 1709. Under slutet av 1700-talet räckte inte träkyrkan längre till. 1813 såldes träkyrkan för 167 riksdaler och 28 skilling banko till Brunsbergs bruk.
Nuvarande kyrkobyggnad i sten uppfördes åren 1807-1813 efter ritningar av arkitekterna Bror Almquist och Henrik Måsbeck. 1816 ägde invigningen rum.
Kyrkan består av ett rektangulärt långhus med rakt avslutat kor i öster och kyrktorn i väster. Öster om koret finns en vidbyggd sakristia.

## Inventarier
Altaruppsatsen tillverkades av bildhuggaren Isac Schullström och köptes in 1757. När nuvarande kyrka invigdes 1816 hade altare och predikstol byggts samman till en altarpredikstol. Nuvarande predikstol tillkom vid en renovering 1916. Nuvarande dopfunt av kolmårdsmarmor tillkom 1947. Altartavlan är gjord av Tage Rhodin.

### Orgel
- 1916 byggde Nordfors och Co i Lidköping en orgel med 8 stämmor.
- 1954 byggde Olof Hammarberg en orgel som är mekanisk.

| Huvudverk I       | Svällverk II   | Pedal            | Koppel |
| Trägedakt 8’      | Rörflöjt 8’    | Gedaktpommer 16’ | I/P    |
| Principal 4’      | Spetsflöjt 8’  | Borduna 8’       | II/P   |
| Rörflöjt 4’       | Principal 2’   | Koralbas 4'      | II/I   |
| Gemshorn 2’       | Gedaktflöjt 2’ | Nachthorn 2'     |        |
| Sesquialtera 2 ch | Scharf 2 ch    |                  |        |
| Mixtur 3 ch       | Regal 8'       |                  |        |
| Trumpet 8'        |                |                  |        |